# English Amateur Championship
Die English Amateur Championship (dt.: Englische Amateurmeisterschaft) ist ein Snookerturnier, das von der EPSB (English Partnership for Snooker and Billiards) ausgetragen wird. Der Amateurcharakter des Turniers schließt aktive Mitglieder des Profiverbandes WPBSA (World Professional Billiards & Snooker Association) aus.
Es handelt sich um das älteste und langlebigste Snookerturnier der Welt.

## Geschichte
Das Turnier wurde erstmals 1916 in der Orme’s Hall im Londoner Stadtteil Soho ausgetragen; damals noch unter dem Namen Amateur Snooker Championship, initiiert von Harry Hardy. Den Zusatz English erhielt es 1921. Der Name ist jedoch irreführend, da auch schottische, walisische, nordirische und irische Spieler teilnehmen dürfen. Bis 1926 wurde das Finale anhand der kumulierten Punkte aus mehreren Frames entschieden. Danach stellte man den bis heute üblichen Modus um, bei dem eine gewisse Anzahl Frames gewonnen werden muss. W. L. Crompton erzielte 1925 mit einem Break von 62 die erste Serie von über 50 Punkten.
Nach dem Zweiten Weltkrieg nahmen die Teilnehmerzahlen zu, weshalb zwei Qualifikationsturniere (eines für die nördliche, das andere für die südliche Hälfte) ausgespielt wurden. Die beiden Sieger traten anschließend im Meisterschaftsendspiel aufeinander. Dieses System existierte von 1963 bis 2019. 2020 wurde erstmals die Qualifikation auf fünf Wettbewerbe (North East, North West, South East, South West und Midlands) ausgeweitet, von denen sich insgesamt 20 Spieler für die Endrunde qualifizierten. Es wird jeweils ein südenglischer und ein nordenglischer Meister ausgespielt, die dann im gesamtenglischen Finale gegeneinander antreten. Insgesamt fünf Sieger des Turniers wurden später Profi-Weltmeister: John Pulman, Ray Reardon, John Spencer, Terry Griffiths und Stuart Bingham. Drei andere spätere Weltmeister (Joe Johnson, John Parrott und Ronnie O’Sullivan) unterlagen im Finale, wobei O’Sullivan 1991 im Turnierverlauf ein Maximum Break gelang.
Jüngster Sieger des Turniers war 2003 Alex Davies im Alter von 15 Jahren und 10 Monaten. Im Jahr 2020 wurde die 100. Ausgabe ausgetragen, die Ben Hancorn für sich entschied.

## Sieger
| Jahr | Sieger                               | Ergebnis                             | Finalist                             |
| ---- | ------------------------------------ | ------------------------------------ | ------------------------------------ |
| 1916 | Charles Jaques 2                     | 177:128 1                            | H. Sefton                            |
| 1917 | Charles Jaques                       | 330:294 1                            | Harry Lukens 3                       |
| 1918 | Harry Lukens 3                       | 390:301 1                            | Sidney Fry                           |
| 1919 | Sidney Fry                           | 387:300 1                            | Harry Lukens 3                       |
| 1920 | Arthur Wisdom                        | 356:283 1                            | F. S. Miller                         |
| 1921 | M. J. Vaughan                        | 384:378 1                            | Sidney Fry                           |
| 1922 | Jack McGlynn                         | 423:301 1                            | C. Cox                               |
| 1923 | Walter Coupe                         | 432:337 1                            | E. Forshall                          |
| 1924 | Walter Coupe                         | 413:333 1                            | Harford Olden                        |
| 1925 | Jack McGlynn                         | 392:309 1                            | W. L. Crompton                       |
| 1926 | W. Nash                              | 383:356 1                            | F. T. W. Morley 4                    |
| 1927 | Ollie Jackson                        | 4:2                                  | Tony Casey                           |
| 1928 | Pat Matthews                         | 5:4                                  | Frank Whittall                       |
| 1929 | Laurie Steeples                      | 5:4                                  | Frank Whittall                       |
| 1930 | Laurie Steeples                      | 5:1                                  | Frank Whittall                       |
| 1931 | Pat Matthews                         | 5:4                                  | Harry Kingsley                       |
| 1932 | William Bach                         | 5:3                                  | Ollie Jackson                        |
| 1933 | Edward Bedford                       | 5:1                                  | Albert Kershaw                       |
| 1934 | Charles Beavis                       | 5:2                                  | Pat Matthews                         |
| 1935 | Charles Beavis                       | 5:3                                  | Duggie Hindmarch                     |
| 1936 | Pat Matthews                         | 5:3                                  | Charles Beavis                       |
| 1937 | Kingsley Kennerley                   | 6:3                                  | William Dennis                       |
| 1938 | Pat Matthews                         | 6:1                                  | Kingsley Kennerley                   |
| 1939 | Percy Bendon                         | 6:4                                  | Kingsley Kennerley                   |
| 1940 | Kingsley Kennerley                   | 8:7                                  | Albert Brown                         |
| 1941 | nicht ausgetragen                    | nicht ausgetragen                    | nicht ausgetragen                    |
| 1942 | nicht ausgetragen                    | nicht ausgetragen                    | nicht ausgetragen                    |
| 1943 | nicht ausgetragen                    | nicht ausgetragen                    | nicht ausgetragen                    |
| 1944 | nicht ausgetragen                    | nicht ausgetragen                    | nicht ausgetragen                    |
| 1945 | nicht ausgetragen                    | nicht ausgetragen                    | nicht ausgetragen                    |
| 1946 | John Pulman                          | 6:2                                  | Albert Brown                         |
| 1947 | Harold Morris                        | 6:1                                  | Charles A. Kent                      |
| 1948 | Sydney Battye                        | 6:3                                  | Tommy Postlethwaite                  |
| 1949 | Tommy Gordon                         | 6:4                                  | Sydney Kilbank                       |
| 1950 | Alf Nolan                            | 6:5                                  | Gary Owen                            |
| 1951 | Rex Williams                         | 6:1                                  | Percy Bendon                         |
| 1952 | Charles Downey                       | 6:1                                  | Jack Allen                           |
| 1953 | Tommy Gordon                         | 6:5                                  | George Humphries                     |
| 1954 | Ernest Geoffrey Thompson             | 11:9                                 | Cliff Wilson                         |
| 1955 | Maurice Parkin                       | 11:7                                 | Alf Nolan                            |
| 1956 | Tommy Gordon                         | 11:9                                 | Ray Reardon                          |
| 1957 | Ron Gross                            | 11:6                                 | Stan Haslam                          |
| 1958 | Marcus Owen                          | 11:8                                 | Jack Fitzmaurice                     |
| 1959 | Marcus Owen                          | 11:5                                 | Alan Barnett                         |
| 1960 | Ron Gross                            | 11:4                                 | John Price                           |
| 1961 | Alan Barnett                         | 11:9                                 | Ray Edmonds                          |
| 1962 | Ron Gross                            | 11:9                                 | Jonathan Barron                      |
| 1963 | Gary Owen                            | 11:3                                 | Ron Gross                            |
| 1964 | Ray Reardon                          | 11:8                                 | John Spencer                         |
| 1965 | Pat Houlihan                         | 11:3                                 | John Spencer                         |
| 1966 | John Spencer                         | 11:5                                 | Marcus Owen                          |
| 1967 | Marcus Owen                          | 11:4                                 | Sid Hood                             |
| 1968 | David Taylor                         | 11:6                                 | Chris Ross                           |
| 1969 | Ray Edmonds                          | 11:6                                 | Jonathan Barron                      |
| 1970 | Jonathan Barron                      | 11:10                                | Sid Hood                             |
| 1971 | Jonathan Barron                      | 11:9                                 | Doug French                          |
| 1972 | Jonathan Barron                      | 11:9                                 | Ray Edmonds                          |
| 1973 | Marcus Owen                          | 11:6                                 | Ray Edmonds                          |
| 1974 | Ray Edmonds                          | 11:4                                 | Patsy Fagan                          |
| 1975 | Sid Hood                             | 11:6                                 | Willie Thorne                        |
| 1976 | Chris Ross                           | 11:7                                 | Roy Andrewartha                      |
| 1977 | Terry Griffiths                      | 13:3                                 | Sid Hood                             |
| 1978 | Terry Griffiths                      | 13:6                                 | Joe Johnson                          |
| 1979 | Jimmy White                          | 13:10                                | Dave Martin                          |
| 1980 | Joe O’Boye                           | 13:9                                 | Dave Martin                          |
| 1981 | Vic Harris                           | 13:9                                 | George Wood                          |
| 1982 | Dave Chalmers                        | 13:9                                 | Malcolm Bradley                      |
| 1983 | Tony Jones                           | 13:9                                 | John Parrott                         |
| 1984 | Steve Longworth                      | 13:8                                 | Wayne Jones                          |
| 1985 | Terry Whitthread                     | 13:4                                 | Jim McNellan                         |
| 1986 | Anthony Harris                       | 13:9                                 | Geoff Grennan                        |
| 1987 | Mark Rowing                          | 13:11                                | Sean Lanigan                         |
| 1988 | Barry Pinches                        | 13:6                                 | Craig Edwards                        |
| 1989 | Nigel Bond                           | 13:11                                | Barry Pinches                        |
| 1990 | Joe Swail                            | 13:11                                | Alan McManus                         |
| 1991 | Steve Judd                           | 13:10                                | Ronnie O’Sullivan                    |
| 1992 | Stephen Lee                          | 13:8                                 | Neil Mosley                          |
| 1993 | Neil Mosley                          | 8:5                                  | Eddie Barker                         |
| 1994 | Matthew Davies                       | 8:5                                  | Michael Rhodes                       |
| 1995 | David Gray                           | 8:7                                  | Paul Hunter                          |
| 1996 | Stuart Bingham                       | 8:4                                  | Peter Lines                          |
| 1997 | David Lilley                         | 8:7                                  | Robert Marshall                      |
| 1998 | Tim Bailey                           | 8:3                                  | Craig Butler                         |
| 1999 | David Lilley                         | 8:5                                  | Andrew Norman                        |
| 2000 | Nick Marsh                           | 8:5                                  | David Lilley                         |
| 2001 | Luke Fisher                          | 8:4                                  | Sunit Vaswani                        |
| 2002 | Martin Gould                         | 8:6                                  | Craig Taylor                         |
| 2003 | Alex Davies                          | 8:7                                  | Ben Woollaston                       |
| 2004 | David Lilley                         | 8:6                                  | Wayne Cooper                         |
| 2005 | David Grace                          | 8:3                                  | Andy Symons                          |
| 2006 | Mark Joyce                           | 8:3                                  | Martin O’Donnell                     |
| 2007 | Martin Gould                         | 8:7                                  | David Lilley                         |
| 2008 | David Grace                          | 9:7                                  | Ben Hancorn                          |
| 2009 | Jimmy Robertson                      | 9:8                                  | David Craggs                         |
| 2010 | Jack Lisowski                        | 9:2                                  | Leo Fernandez                        |
| 2011 | Leo Fernandez                        | 10:6                                 | John Whitty                          |
| 2012 | Gary Wilson                          | 10:9                                 | Martin O’Donnell                     |
| 2013 | Stuart Carrington                    | 10:2                                 | Ben Harrison                         |
| 2014 | Ben Harrison                         | 10:6                                 | Antony Parsons                       |
| 2015 | Michael Rhodes                       | 10:6                                 | Billy Joe Castle                     |
| 2016 | Jamie Bodle                          | 10:9                                 | Wayne Townsend                       |
| 2017 | Billy Joe Castle                     | 10:8                                 | David Lilley                         |
| 2018 | Joe O’Connor                         | 10:3                                 | Andrew Norman                        |
| 2019 | Brandon Sargeant                     | 10:7                                 | Jamie O’Neill                        |
| 2020 | Ben Hancorn                          | 5:3                                  | Rory McLeod                          |
| 2021 | keine Austragung (COVID-19-Pandemie) | keine Austragung (COVID-19-Pandemie) | keine Austragung (COVID-19-Pandemie) |
| 2022 | Jamie Curtis-Barrett                 | 10:5                                 | John Welsh                           |
| 2023 | Paul Deaville                        | 6:2                                  | Leo Fernandez                        |
| 2024 | Steven Hallworth                     | 6:4                                  | Callum Downing                       |
| 2025 | Zack Richardson                      | 6:2                                  | Antony Parsons                       |